# رودولف نفزیگر
رودولف نفزیگر (انگلیسی: Rudolf Nafziger؛ ۱۱ اوت ۱۹۴۵ – ۱۳ ژوئیهٔ ۲۰۰۸) بازیکن فوتبال اهل آلمان بود.
از باشگاه‌هایی که در آن بازی کرده‌است می‌توان به باشگاه فوتبال سنت گالن، باشگاه فوتبال لاسک، باشگاه فوتبال هانوفر ۹۶، و باشگاه فوتبال بایرن مونیخ اشاره کرد.
وی همچنین در تیم‌های ملی فوتبال آلمان، زیر ۲۱ سال آلمان، و Germany national football B team بازی کرده‌است.